# Noal
Noal é um bairro do distrito da sede, no município gaúcho de Santa Maria, no Brasil. Localiza-se na região oeste da cidade.
O bairro Noal possui uma área de 1,3349 km² que equivale a 1,10% do distrito da Sede que é de 121,84 km² e  0,0745% do município de Santa Maria que é de 1791,65 km².

## História
O bairro, cujo nome é uma referência a unidade residencial Vila Noal, surgiu oficialmente em 2006 com área desmembrada do bairro Patronato.

## Limites
Limita-se com os bairros: Bonfim, Juscelino Kubitschek, Nossa Senhora de Fátima, Passo D´Areia, Patronato.
Descrição dos limites do bairro: A delimitação inicia na ponte, no ponto de projeção sobre o eixo da canalização do Arroio Cadena, cruzamento com a Rua Venâncio Aires, segue-se a partir daí pela seguinte delimitação: eixo da Rua Venâncio Aires, no sentido nordeste contornando para leste; eixo da Avenida Borges de Medeiros, no sentido sudeste; eixo da Rua Ignácio da Silva Costa, no sentido noroeste; eixo da Avenida Liberdade, no sentido noroeste; eixo da Avenida Dois de Novembro, no sentido sudoeste; linha de divisas leste e sul das vilas Arco Íris e Lídia, no sentido do Arroio Cadena, em linhas quebradas; eixo da canalização do Arroio Cadena, no sentido a montante, até encontrar a projeção do eixo da Rua Venâncio Aires, início desta demarcação.

## Unidades residenciais
O bairro Noal, pertencente ao distrito da Sede, é uma unidade de vizinhança que contém as seguintes unidades residenciais:
| # | Unidade residencial | Localização                       | Limites | Obs.       |
| - | ------------------- | --------------------------------- | --- | ---------- |
| 1 | Noal                |                                   | Toda a área do perímetro do bairro Noal sem denominação específica. |            |
| 2 | Vila Arco-Íris      | 29° 41' 46.99" S 53° 50' 06.34" O | A unidade residencial urbana localizada no início da Avenida Dois de Novembro, pelo lado oeste. | [ Obs. 1 ] |
| 3 | Vila Kosoroski      | 29° 41' 40.98" S 53° 49' 18.13" O | A unidade residencial urbana localizada ao norte com a Avenida Dois de Novembro; ao leste, com a Avenida Borges de Medeiros; ao sul, com a Rua Ignácio da Silva Costa e ao oeste com a Avenida Liberdade. |            |
| 4 | Vila Lídia          | 29° 41' 47.33" S 53° 50' 05.95" O | A unidade residencial urbana que limita com a Vila Arco-Íris e a canalização do Arroio Cadena. | [ Obs. 2 ] |
| 5 | Vila Natal          | 29° 41' 36.69" S 53° 50' 08.14" O | A unidade residencial não possui limites pré-definidos. | [ Obs. 3 ] |
| 6 | Vila Noal           | 29° 41' 35.37" S 53° 49' 41.30" O | A unidade residencial urbana que limita ao norte com o fundo dos lotes que confrontam ao sul com a Rua Jornal A Razão e a Rua Coronel Niederauer; a leste, com a Rua Ana Neri; ao sul, com a Avenida Dois de Novembro e ao oeste com uma linha que parte no sentido noroeste, de um ponto que dista 100 metros a oeste da Rua Professor Cícero Barreto e outro ponto 40 metros ao norte da boca da Rua Jornal A Razão. | [ Obs. 4 ] |
| 7 | Vila Pantaleão      | 29° 41' 38.34" S 53° 49' 33.64" O | A unidade residencial urbana que limita: ao norte com o Esporte Clube Internacional e fundos das propriedades que confrontam ao norte com a Rua Goiânia; ao sul, com a Avenida Dois de Novembro; a leste, com a Avenida Liberdade e ao oeste com a Rua Professor Cícero Barreto. |            |
| 8 | Vila Rohde          | 29° 41' 25.88" S 53° 50' 01.05" O | A unidade residencial urbana que confronta ao norte com a Rua Venâncio Aires e limita a leste com a Vila San Martin. | [ Obs. 5 ] |
| 9 | Vila San Martin     | 29° 41' 26.63" S 53° 49' 46.65" O | A unidade residencial urbana que confronta com as Ruas Venâncio Aires, Samuel Kruschin e limita com as Vilas Noal e Rohde. | [ Obs. 6 ] |

1. ↑  Um de seus principais acessos se dá pela continuação oeste da Avenida Dois de Novembro. Grande parte de suas ruas tem nome de cores: Rua Bege, Rua Cinza, Rua Verde,...
2. ↑  Um de seus principais acessos se dá pela continuação oeste da Avenida Dois de Novembro. Grande parte de suas ruas tem nome de letras: Rua A, Rua B, Rua C,...
3. ↑  O acesso se dá pela Avenida Maestro Roberto B. Ribas.
4. ↑  Um de seus principais acessos se dá pelo fim da Rua Coronel Niederauer, outro, pela Avenida Dois de Novembro.
5. ↑  O principal acesso se dá pela Rua Venancio Aires.
6. ↑  O acesso principal se dá pela Rua Venancio Aires.

## Demografia

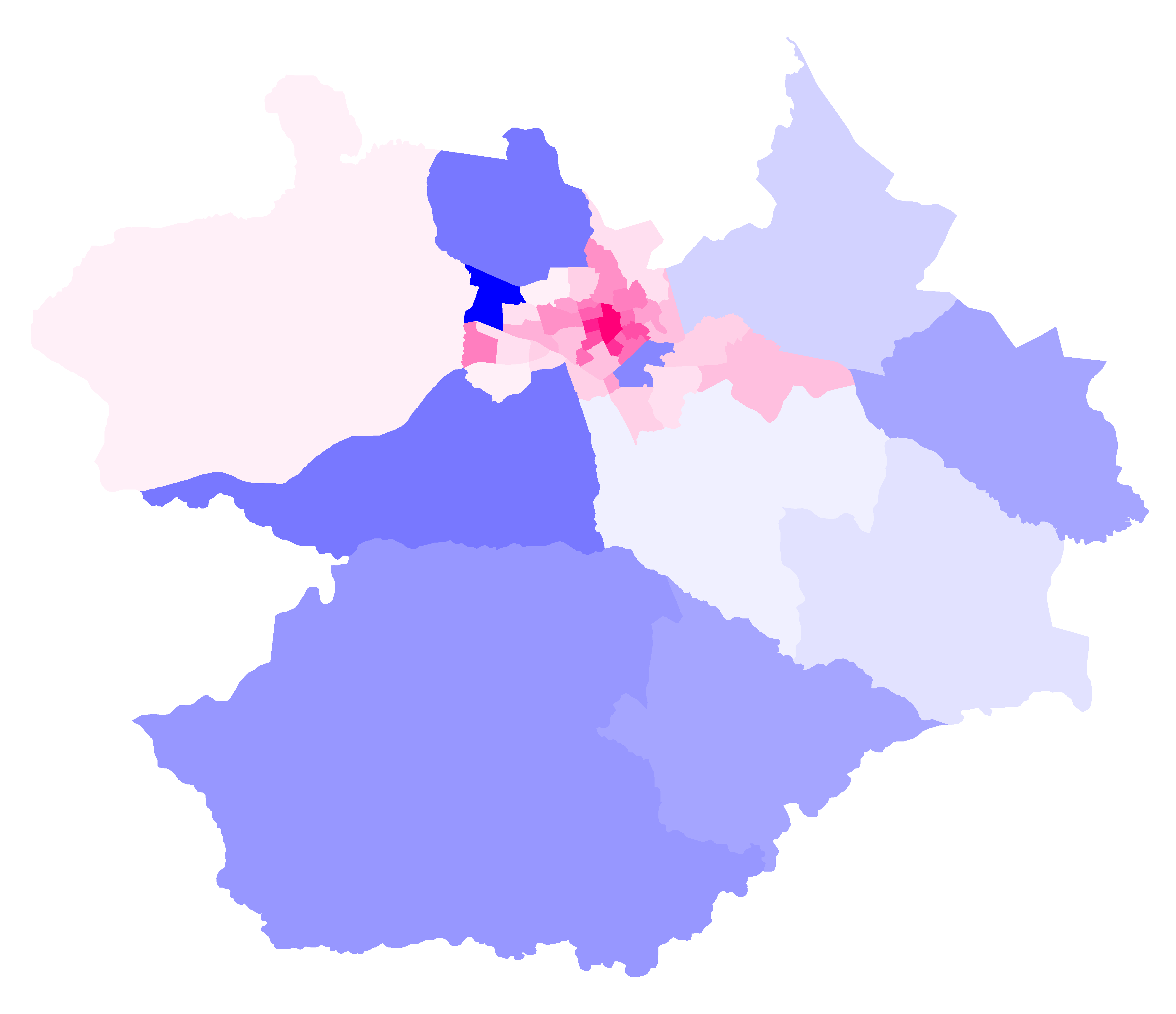
Mapa do município de Santa Maria com as divisões em bairros. Em escalas de azul os bairros com predominância masculina e em escalas de rosa os bairros com predominância feminina. Observa-se que quanto melhor a infraestrutura e o acesso a ela mais convidativo o bairro é para a população feminina. E, reciprocamente, podemos reconhecer os bairros com melhor infraestrutura observando onde a população feminina está concentrada.

Segundo o censo demográfico de 2010, Noal é, dentre os 50 bairros oficiais de Santa Maria:
- Um dos 41 bairros do distrito da Sede.
- O 11º bairro mais populoso.
- O 36º bairro em extensão territorial.
- O 10º bairro mais povoado (população/área).
- O 34º bairro em percentual de população na terceira idade (com 60 anos ou mais).
- O 36º bairro em percentual de população na idade adulta (entre 18 e 59 anos).
- O 9º bairro em percentual de população na menoridade (com menos de 18 anos).
- Um dos 39 bairros com predominância de população feminina.
- Um dos 20 bairros que registraram moradores com 100 anos ou mais, com um total de 1 habitante feminino.

Distribuição populacional do bairro
1. Total: 7582 (100%)
  1. Urbana: 7582 (100%)
  2. Rural: 0 (0%)
2. Homens: 3644 (48,06%)
  1. Urbana: 3644 (100%)
  2. Rural: 0 (0%)
3. Mulheres: 3938 (51,94%)
  1. Urbana: 3938 (100%)
  2. Rural: 0 (0%)

## Infraestrutura
Espaços públicos

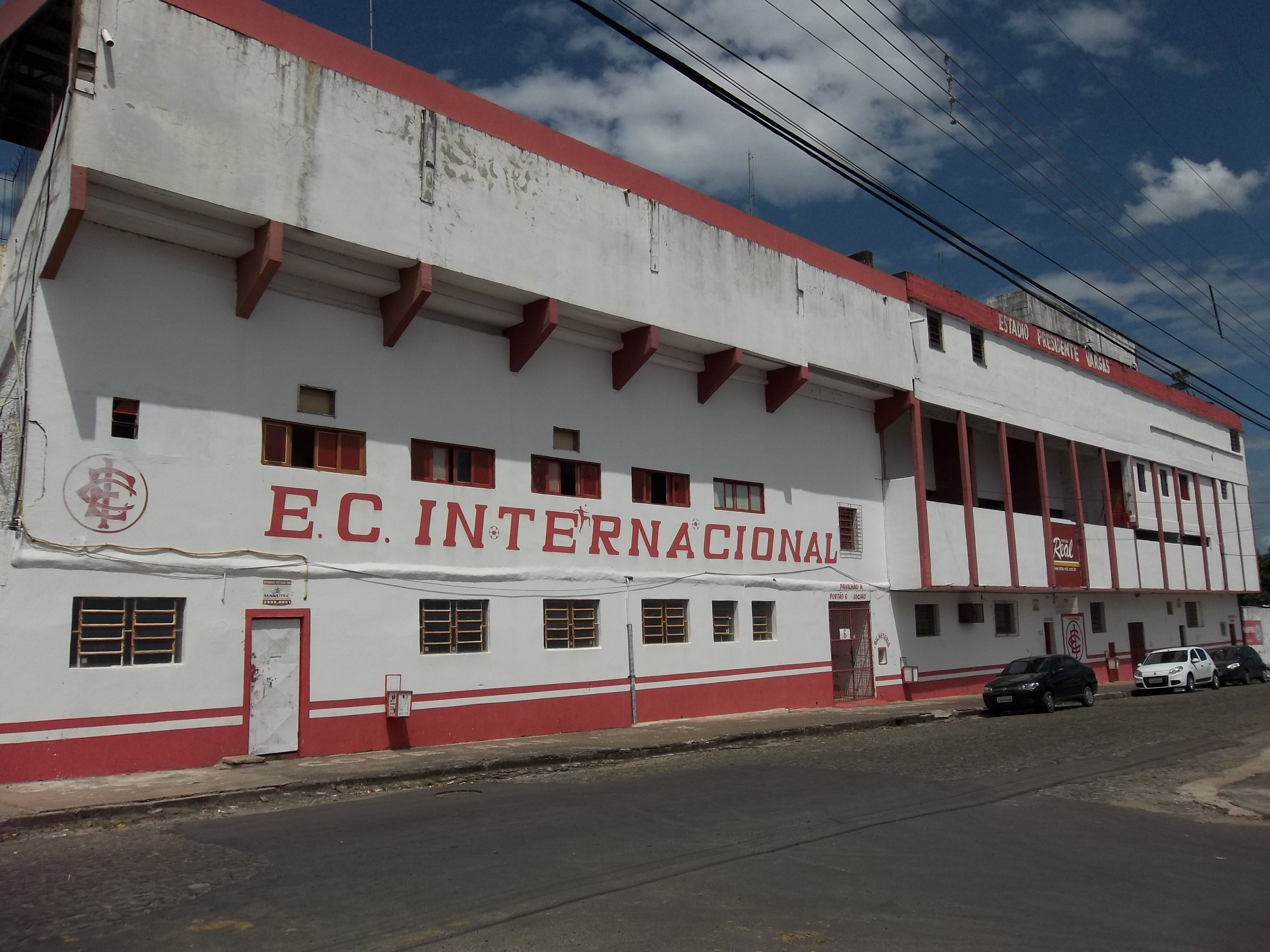
Vista externa do Estádio Presidente Vargas.

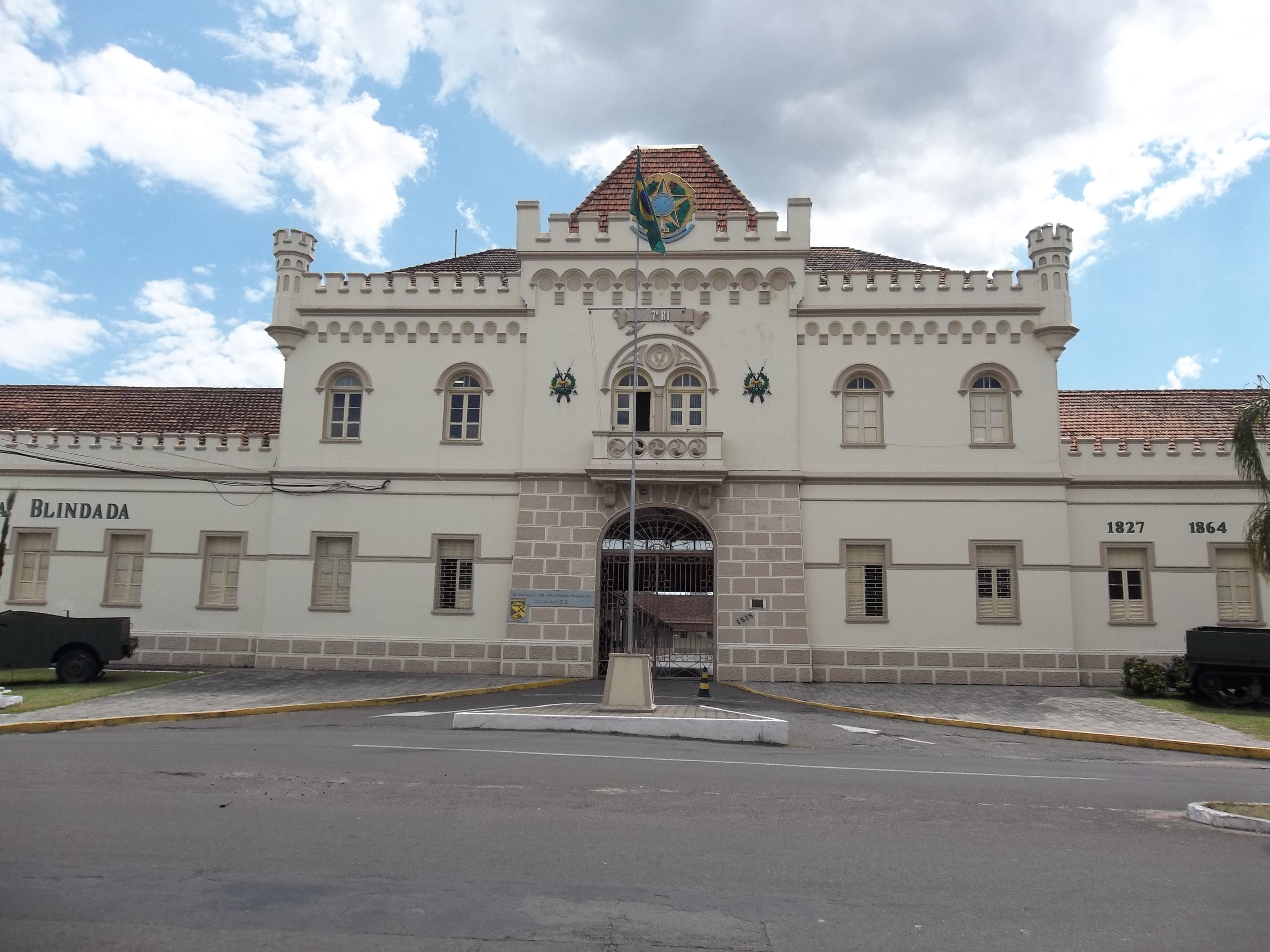
Fachada da 6ª Brigada de Infantaria Blindada.

No bairro está situada a praça Santa Rita e o largo Elias Achutti.
Estádio
Noal abriga o Estádio Presidente Vargas do Esporte Clube Internacional, o Interzinho.
Unidades militares
Situada na Avenida Borges de Medeiros, a 6ª Brigada de Infantaria Blindada é uma das Grandes Unidades (GU) do Exército Brasileiro.